# Thiksey

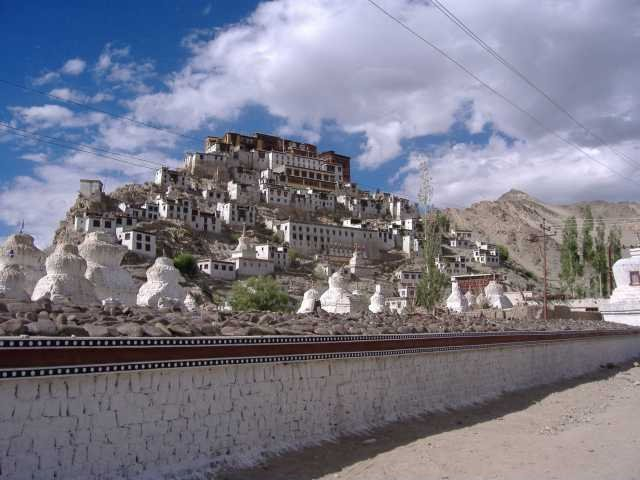
Kloster Thiksey

Thiksey (auch Thikse, Tikse oder Tiksey, tibetisch ཁྲིག་ཙེ་དགོན་པ Wylie Khrig-tse Dgon-pa) ist eine buddhistische Tempel-(Gompa) und Klosteranlage, die sich etwa 18 km entfernt von der Distriktshauptstadt Leh in der nordwestindischen Gebirgsregion Ladakh befindet.
Das Kloster liegt in fast 3300 m Höhe auf einem Hügel im oberen Industal. Es wurde Anfang des 15. Jahrhunderts gegründet. Seine (gegenwärtig ca. 70) Mönche gehören dem buddhistischen Gelugpa-(Gelbhut-)Orden an. Die Klosteranlage erstreckt sich über 12 Stufen oder Terrassen den Hügel hinauf. Zu ihr gehören unter anderem 10 Tempel. In einem davon befindet sich eine rund 15 m hohe vergoldete Buddhastatue. Ein weiterer Tempel ist der Göttin Dorje Chenmo geweiht. Im Kloster gibt es auch eine Reihe von heiligen Schreinen und eine Sammlung von historischen Thangkas (Rollbildern) und anderen historischen Kunstwerken. Seit einigen Jahren gibt auch ein Gästehaus, in dem man übernachten kann.